# Dunkler Ort
Dunkler Ort ist ein Lied der deutschen Hard-Rock-Band Böhse Onkelz. Der Song ist die einzige Singleauskopplung ihres 13. Studioalbums Ein böses Märchen … aus tausend finsteren Nächten und wurde am 31. Januar 2000 veröffentlicht.

## Inhalt und Hintergrund
Das Lied ist sehr gesellschaftskritisch und beschreibt mit dem „dunklen Ort“ laut Stephan Weidner die Umgebung eines Menschen, welche sich dieser durch die Negativität seiner Gedanken selbst erschafft. Textlich wird das Leben einer durchschnittlichen Person beschrieben, die ihre Zeit verschwendet und bis zum Tod nur das tut, was von ihr erwartet wird, weil sie zu feige ist, aus den gängigen Verhaltensweisen auszubrechen. Sie lenkt sich mit Geld ab, verändert aber nichts auf der Welt und verschwindet nach dem Tod in der Vergessenheit.
Stephan Weidner äußerte sich im Musikmagazin Rock Hard wie folgt:

„Der Text soll die Leute dazu ermutigen, sich zu motivieren und sich eigene Ziele zu setzen. Die Grundessenz der Lyrics ist, dass jeder seine eigene Welt schaffen kann. Je positiver ich etwas bewerte, desto eher bin ich in der Lage, meine eigenen Ziele zu realisieren.“

## Produktion
Der Text des Liedes wurde von Stephan Weidner, dem Kopf und Bassisten der Band, geschrieben. Auch die Produktion übernahm Weidner gemeinsam mit dem Gitarristen der Onkelz, Matthias Röhr.

## Musikvideo
Das Musikvideo von Dunkler Ort ist das erste professionelle Video zu einem Lied der Böhsen Onkelz. Es wurde im HR Giger Museum in der Schweiz sowie in Berlin von dem schwedischen Regisseur Fred Gun gedreht. Das Drehbuch stammt von Axel Glittenberg und Edmund Hartsch. Die Kosten für den Videoclip betrugen 250.000 D-Mark, wofür die Plattenfirma Virgin Records mit einem Vorschuss aufkam. MTV zeigte das Video insgesamt zweimal und nur während der wöchentlichen Chartshow.
Es handelt von einer jungen Frau, die versucht, aus ihrem tristen Alltag mit ihrer Familie in einer kleinen Wohnung auszubrechen, um so der Realität zu entfliehen. Sie setzt sich Kopfhörer auf, verlässt die Wohnung und läuft durch die Stadt. Die Band spielt den Song in einer parallelen Fantasiewelt, wobei Kevin Russell den Text aggressiv in die Kamera singt. Kurz vor Ende des Videos tritt die Frau von ihrer Realität in die Fantasiewelt, wo die Band spielt, über.

## Single

### Covergestaltung
Das Singlecover ist sepiafarben gehalten und zeigt verschiedene halbdurchsichtige Aufnahmen, darunter eine nackte Frau, die an einer Bar sitzt. Oben im Bild befinden sich der Böhse-Onkelz-Schriftzug und der Titel Dunkler Ort.

### Titelliste
Neben dem Titelsong und dessen Video beinhaltet die Single auch das ebenfalls auf Ein böses Märchen enthaltene Lied Schutzgeist der Scheiße sowie eine Neuaufnahme des Stücks Signum des Verrats, das ursprünglich 1985 auf dem Album Böse Menschen – Böse Lieder erschien.
1. Dunkler Ort – 4:14
2. Schutzgeist der Scheiße – 4:47
3. Signum des Verrats (Neuaufnahme) – 4:28
4. Dunkler Ort (Video) – 4:14

### Chartplatzierungen und Auszeichnungen
Dunkler Ort stieg am 14. Februar 2000 auf Platz 2 in die deutschen Singlecharts ein und belegte in den folgenden Wochen die Ränge 6; 2 und 8. Insgesamt hielt sich der Song zehn Wochen in den Top 100. In den deutschen Jahrescharts 2000 belegte das Lied Rang 62. Auch in Österreich und der Schweiz erreichte die Single die Charts und belegte Position 17 bzw. 22.
Für mehr als 250.000 verkaufte Einheiten wurde Dunkler Ort noch im Erscheinungsjahr in Deutschland mit einer Goldenen Schallplatte ausgezeichnet, womit es die kommerziell erfolgreichste Single der Band ist.